# Condizione di Palais-Smale
In matematica, la condizione di Palais-Smale o condizione di compattezza di Palais-Smale è un'ipotesi utilizzata in molti teoremi di calcolo delle variazioni, utile per garantire l'esistenza di punti critici di certi funzionali. Prende il nome da Richard Palais e Stephen Smale.

## Formulazione forte
Un funzionale continuo Fréchet differenziabile {\displaystyle F\in C^{1}(H,\mathbb {R} )} da uno spazio di Hilbert {\displaystyle H} ai reali soddisfa la condizione di Palais-Smale se ogni successione
{\displaystyle \{u_{k}\}_{k=1}^{\infty }\subset H} tale che {\displaystyle \{F[u_{k}]\}_{k=1}^{\infty }} è limitato e {\displaystyle F'[u_{k}]\rightarrow 0} in {\displaystyle H'} (spazio duale di {\displaystyle H}) ammette una sottosuccessione convergente.

## Formulazione debole
Sia {\displaystyle X} uno spazio di Banach e sia {\displaystyle \Phi \colon X\to \mathbb {R} } un funzionale Gâteaux differenziabile. Allora {\displaystyle \Phi } soddisfa la condizione debole di Palais-Smale se per ogni successione {\displaystyle \{x_{n}\}\subset X} tale che:
- {\displaystyle \sup |\Phi (x_{n})|<\infty }
- {\displaystyle \Phi '(x_{n})\to 0} in {\displaystyle X^{*}}
- {\displaystyle \Phi (x_{n})\neq 0} per tutti gli {\displaystyle n\in \mathbb {N} }

esiste un punto critico {\displaystyle {\overline {x}}\in X} di {\displaystyle \Phi } tale che i limiti superiore ed inferiore di {\displaystyle \Phi (x_{n})} soddisfano:
{\displaystyle \liminf \Phi (x_{n})\leq \Phi ({\overline {x}})\leq \limsup \Phi (x_{n})}